# Lacunicambarus mobilensis
Lacunicambarus mobilensis — вид прісноводних ракоподібних родини Cambaridae. Описаний у 2020 році.

## Поширення
Ендемік США. Населяє територію між річкою Паскагула та затокою Мобіл на півдні Алабами та Міссісіпі.